# Kirke Sonnerup Sogn
Kirke Sonnerup Sogn er et sogn i Lejre Provsti (Roskilde Stift).
I 1800-tallet var Kirke Sonnerup Sogn anneks til Rye Sogn. Begge sogne hørte til Voldborg Herred i Roskilde Amt. Rye-Sonnerup sognekommune blev ved kommunalreformen i 1970 indlemmet i Bramsnæs Kommune, der ved strukturreformen i 2007 indgik i Lejre Kommune.
I Kirke Sonnerup Sogn ligger Sonnerup Kirke.
I sognet findes følgende autoriserede stednavne:
- Englerup (bebyggelse, ejerlav)
- Kirke Sonnerup (bebyggelse, ejerlav)
- Ordrup (bebyggelse, ejerlav)
- Rye Gårde (bebyggelse, ejerlav)
- Sandvad Overdrev (bebyggelse, ejerlav)
- Tempelkrog (vandareal)
- Trudsholm (ejerlav, landbrugsejendom)
- Vintre Møller (bebyggelse)